# Accrétion de glace

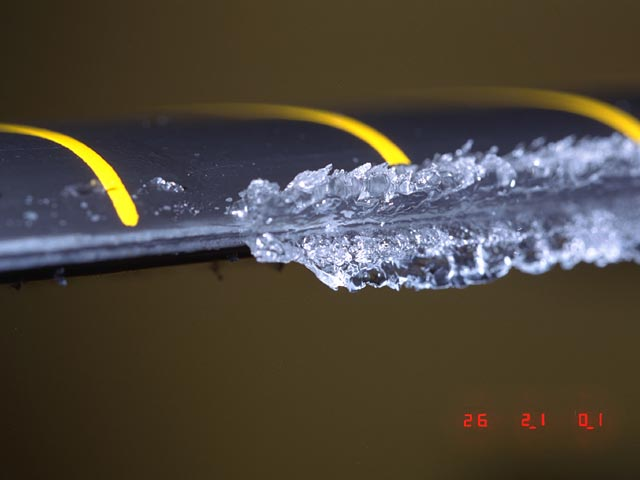
Cristaux de glace se formant sur un rotor

L’accrétion de glace est le processus de formation de glace sur une surface solide. Sur les ailes d’avions, ce phénomène peut avoir des conséquences dramatiques.